# Gabriella Lantos
Gabriella Lantos (Budapest, 24 de septiembre de 1970) es una deportista húngara que compitió en esgrima, especialista en la modalidad de florete.
Ganó una medalla de bronce en el Campeonato Mundial de Esgrima de 1994 y tres medallas en el Campeonato Europeo de Esgrima entre los años 1996 y 2001.
Participó en tres Juegos Olímpicos de Verano, ocupando el séptimo lugar en Barcelona 1992, el cuarto en Atlanta 1996 y el sexto en Sídney 2000, en la prueba por equipos.

## Palmarés internacional
| Campeonato Mundial | Campeonato Mundial  | Campeonato Mundial | Campeonato Mundial  |
| Año                | Lugar               | Medalla            | Prueba              |
| ------------------ | ------------------- | ------------------ | ------------------- |
| 1994               | Atenas (Grecia)     | Medalla de bronce  | Florete por equipos |
| Campeonato Europeo |                     |                    |                     |
| Año                | Lugar               | Medalla            | Prueba              |
| 1996               | Limoges (Francia)   | Medalla de plata   | Florete individual  |
| 1999               | Bolzano (Italia)    | Medalla de bronce  | Florete por equipos |
| 2001               | Coblenza (Alemania) | Medalla de plata   | Florete por equipos |